# Fingern

Partnerschaftliches Fingern, etwa beim Petting, manuelle, vaginale Penetration mit Zeige- und Mittelfinger.

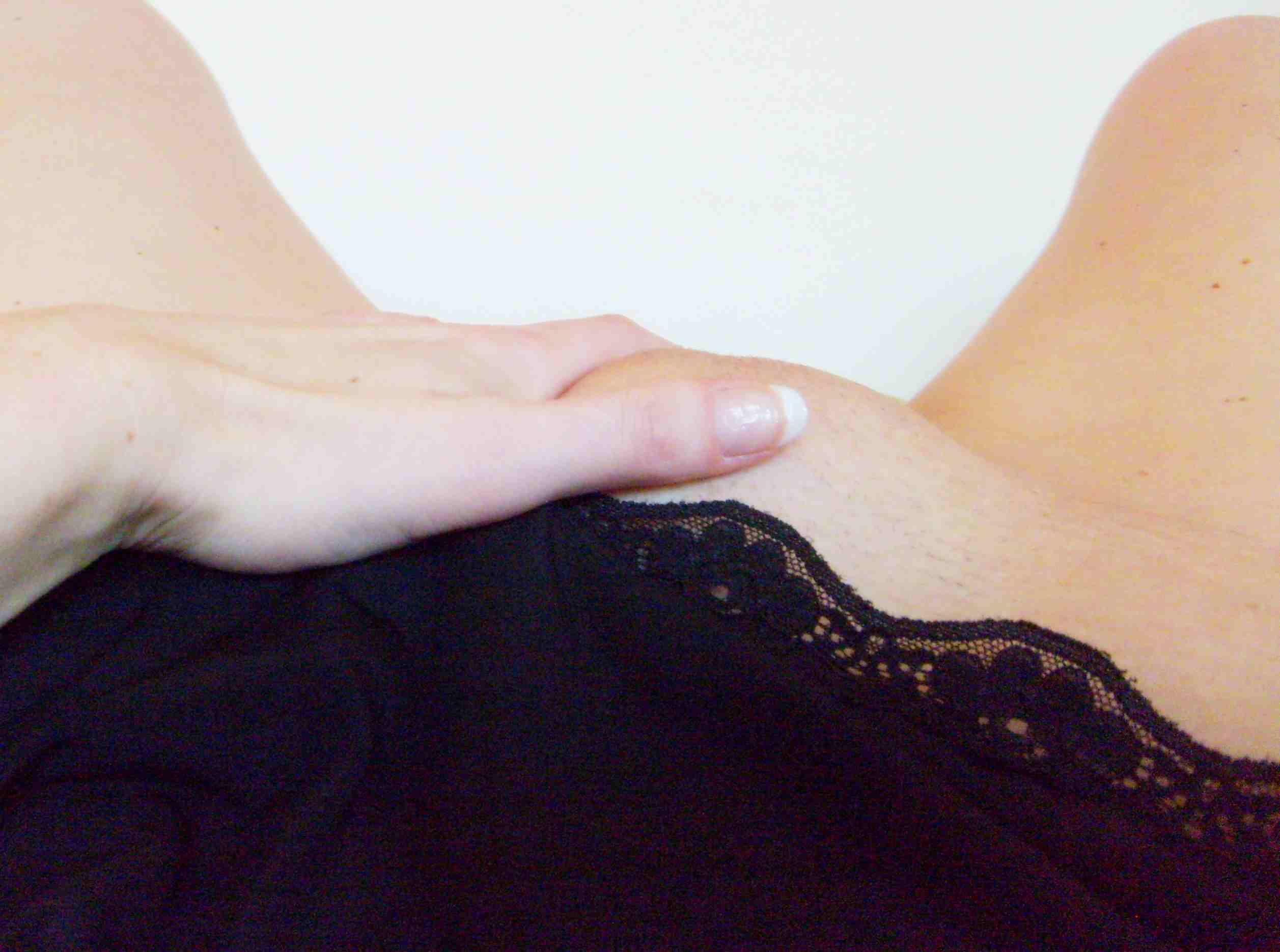
Manuelle Stimulation der äußeren Genitalien ist die häufigste Form des Fingerns.

Fingern (auch Fingering oder digitale Penetration) beschreibt die Praxis der sexuellen Reizung der Vulva, Vagina oder des Afters mit den Fingern oder der Hand.

## Beschreibung
Fingern ist eine manuelle Handlung, sie ist definiert als sexueller Kontakt zwischen den Geschlechtsorganen eines Menschen und der Hand oder den Händen eines anderen. „Fingern“ beschreibt als Begriff die sexuelle Interaktion, d. h. sexuelle Handlungen bzw. Aktivitäten, die zwei oder mehrere Personen miteinander vornehmen, es kann aber auch Ausdruck einer sexuellen (autoerotischen) Betätigung im Sinne einer Selbstbefriedigung sein; „sich selbst fingern“ ist synonym für die weibliche Masturbation. Es ist das weibliche Äquivalent zum männlichen Handjob (die manuelle Stimulation des Penis) und mag als penetrativer oder nichtpenetrativer sexueller Akt durchgeführt werden. Abzugrenzen bleibt es vom Fisting oder ähnlichen sexuellen Praktiken. Der Unterschied zwischen einer sexuellen Handlung oder Betätigung zu einer sexuellen Interaktion besteht darin, dass bei einer sexuellen Interaktion mindestens zwei Individuen beteiligt sein müssen, eine sexuelle Handlung kann auch mit sich selbst erfolgen.

## Stimulationstechniken

### Äußere Genitalien
Das Massieren der Vulva und insbesondere der Klitoris ist die geläufigste Art, den weiblichen Orgasmus herbeizuführen. Dabei wird die Klitoriseichel (lat. Glans clitoridis) massiert, üblicherweise durch die Haut der Klitorisvorhaut mit hoch-runter, rechts-links oder kreisenden Bewegungen.

### Innere Genitalien
Das Fingern innerhalb der Vagina findet häufig mit dem Ziel statt, die Gräfenberg-Zone ebenso wie andere intravaginal liegende erogene Zonen wie etwa die AFE-Zone und den C-Punkt zu stimulieren.

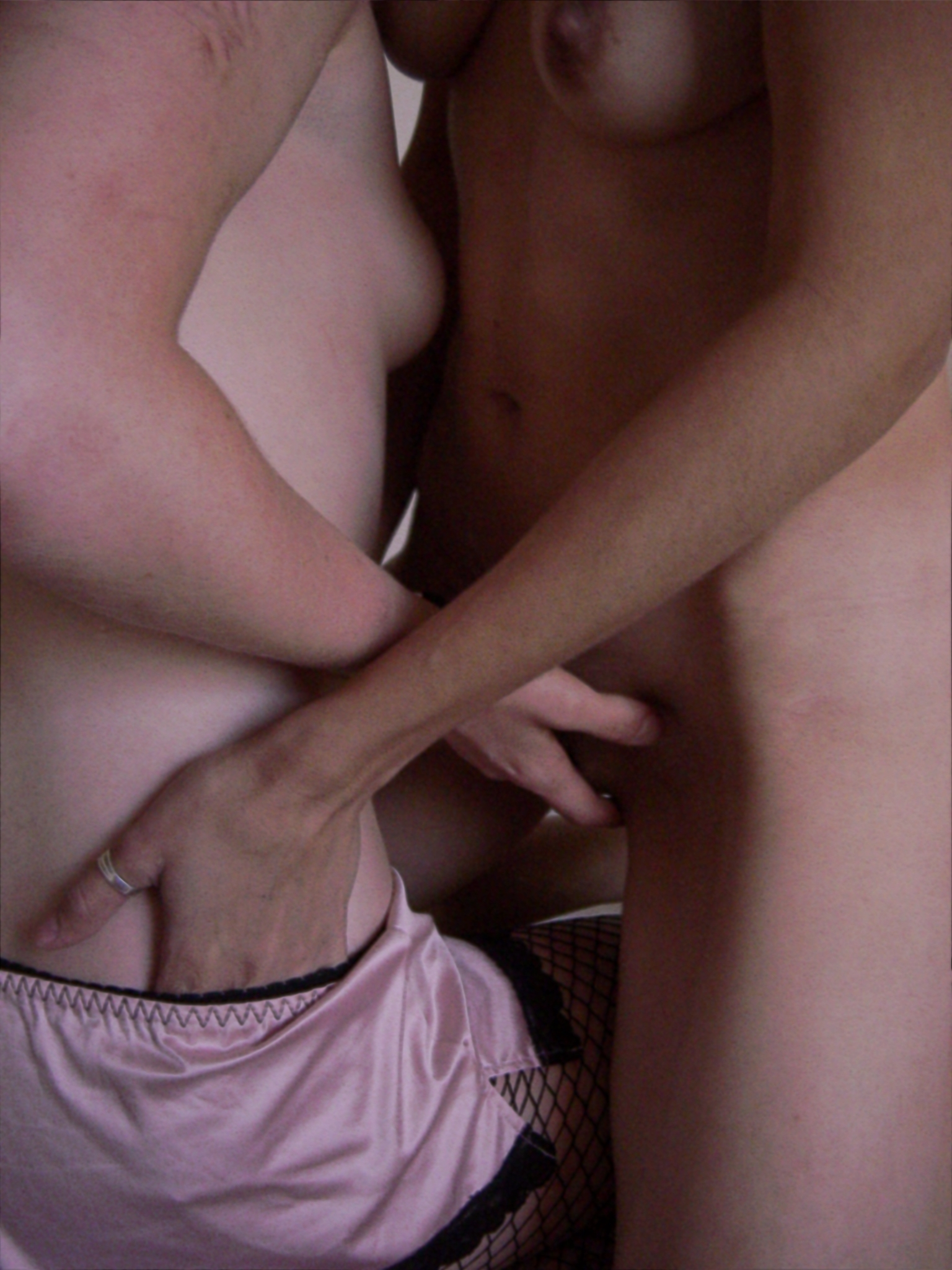
Gegenseitiges Streicheln
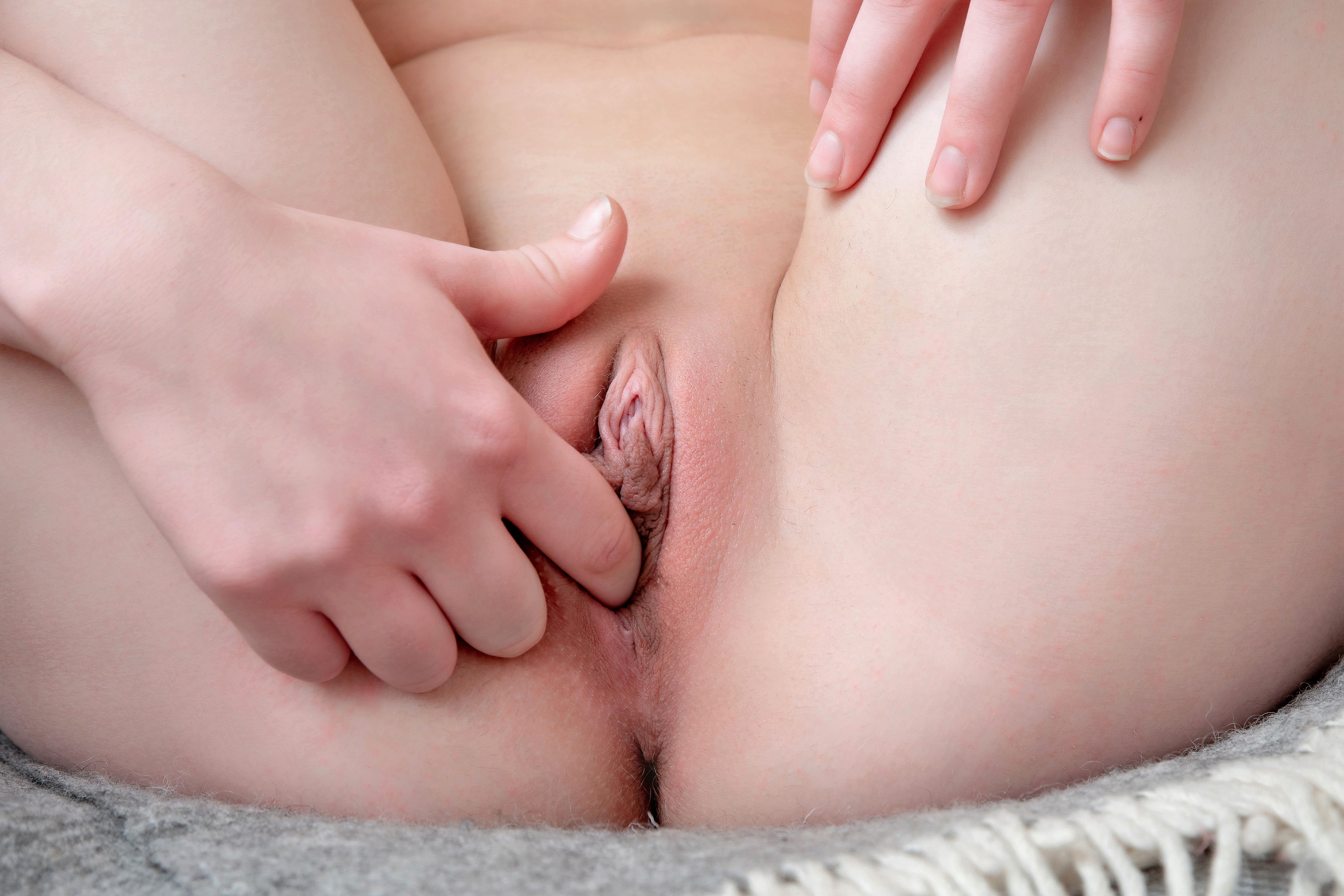
Fingern ohne Berührung der G-Zone
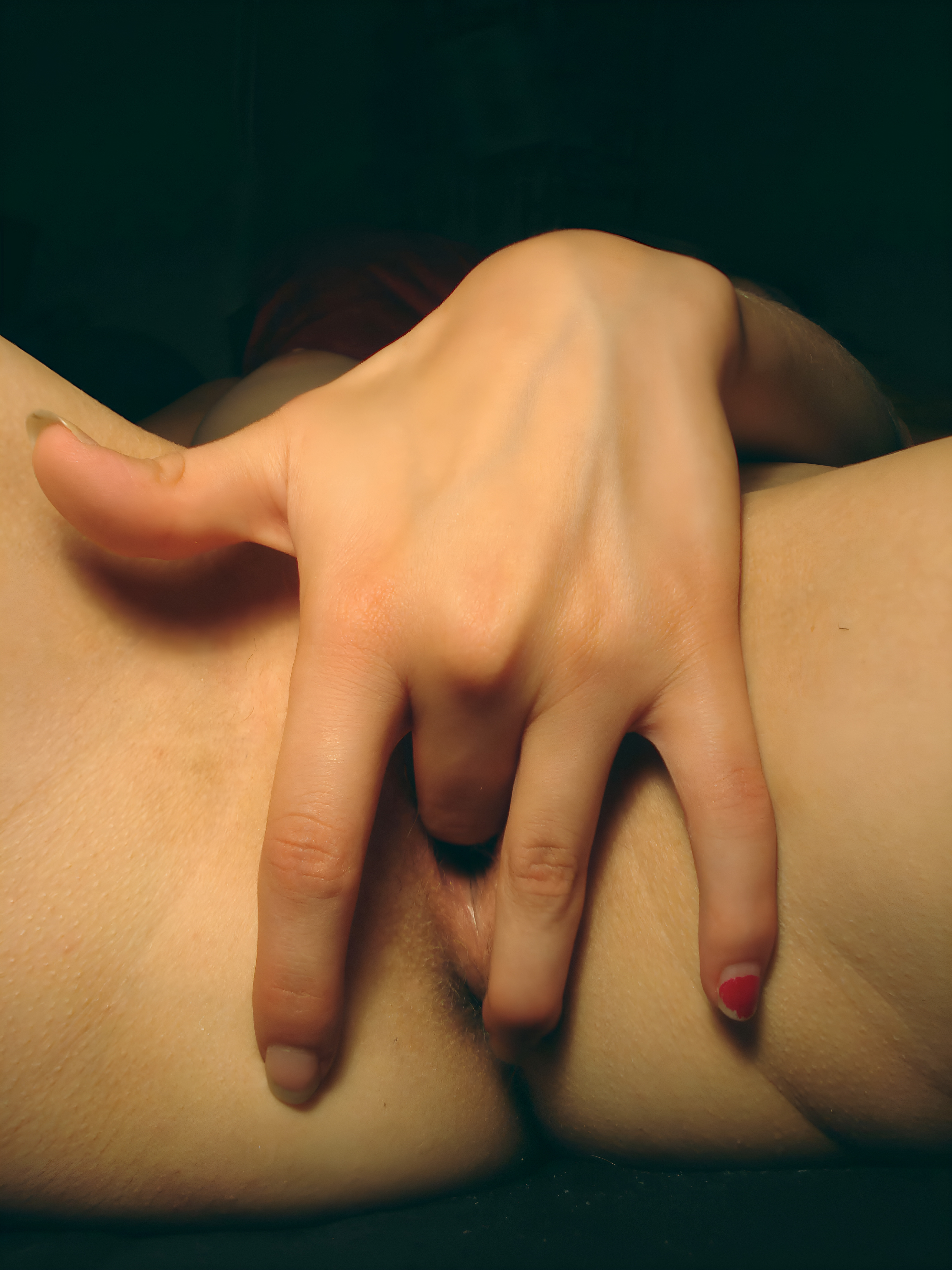
Fingern mit Berührung der G-Zone
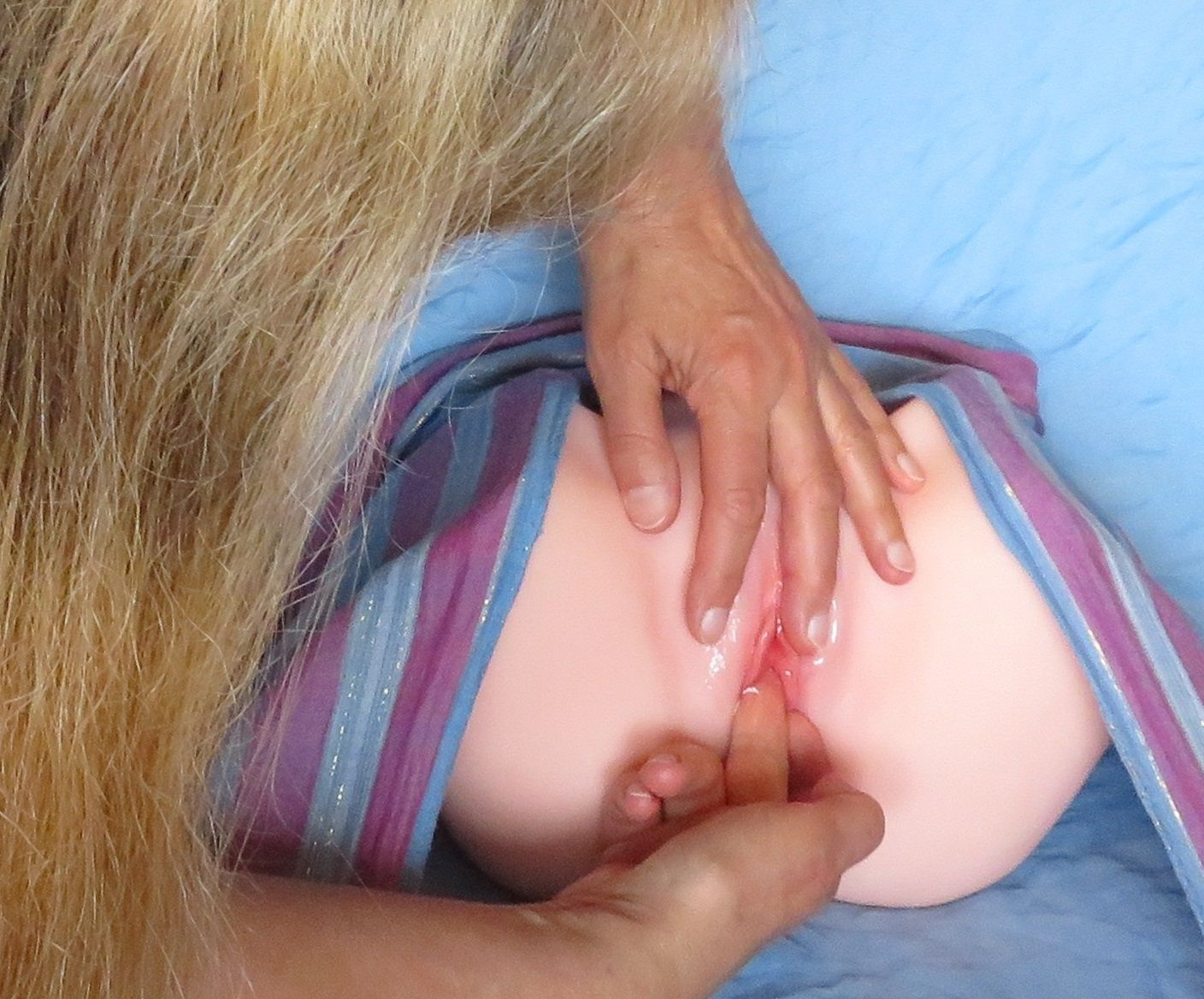
Streicheln der Klitoriseichel über der Vorhaut mit Stimulieren der G-Zone
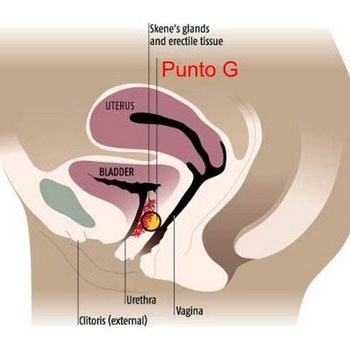
Paraurethraldrüse („Skene-Drüse“) mit im („ringförmigen“) periurethralem Bindegewebe liegender Gräfenberg-Zone, Skizze in Sagittalebene.

Die Gräfenberg-Zone befindet sich ungefähr drei bis fünf Zentimeter innerhalb der Vagina an der oberen Wand (ventral) in Richtung des Bauchnabels. Manuell lässt sich diese Zone etwa mit dem vorsichtig eingeführten Mittel- und Zeigefinger oder Mittel- und Ringfinger (die Handfläche bzw. Hohlhand zeigt nach oben zum Venushügel (Mons pubis bzw. Klitoris); zunächst einmal mit einem Finger, später kann man einen zweiten, gegebenenfalls auch einen dritten dazu nehmen) im vorderen Drittel der Vagina unterhalb bzw. kurz hinter der wulst- bzw. spornartigen Vorstülpung der Harnröhre (Carina urethralis vaginae) tasten. Vom Tasteindruck findet sich eine leicht raue, geriffelte Stelle, gelegentlich wird sie mit der (aber weichen) Oberfläche einer Walnussschale verglichen.
Man stimuliert den Bereich mit leicht abgewinkelten Fingern, indem man die Schleimhaut berührt und an dieser zurück Richtung Scheidenöffnung entlang fährt. Hierbei sollte sich mindestens die sexuelle Erregungsphase eingestellt haben, da eine Stimulation zu einem früheren Zeitpunkt als eher unangenehm empfunden wird. Mit steigender Erregung tritt die Gräfenberg-Zone (G-Punkt) deutlicher hervor; ist damit palpatorisch leichter auffindbar. Die Finger werden zur Stimulation etwa in einer „Komm-her“-Bewegungsstellung gekrümmt, also in einem abwechselnden Abwinkeln und Strecken von Mittel- und Zeigefinger, oder bleiben in einer eher gekrümmten Position, um sanfte bis kräftigere, kreisende Bewegungen oder Auf- und Abbewegungen nach oben gegen die Bauchdecke, also Richtung Schambein durchzuführen. Die schaufelnden Fingerbewegungen sollten im Sinne einer durch „Feedback“ geleiteten Aufmerksamkeit zur Partnerin rückgekoppelt sein, d. h., der Druck und die Bewegungsfrequenz und -form müssen an die Partnerin bzw. deren aktuelles Erregungsniveau angepasst sein, um eine optimale sexuelle Erregung auszulösen (siehe auch weibliche Ejakulation).

### Hygiene, Verletzungsgefahr
Fingernägel können bei unzureichender Pflege oder bei entsprechender kosmetischer Gestaltung durchaus zu Verletzungen an der Vulva, dem Scheideneingang oder der Vagina führen. Auf die allgemeine Hand- und Fingerhygiene sollte geachtet werden.

## Physiologische Voraussetzungen
Sowohl bei der äußeren als auch inneren Stimulation werden durch reibende Bewegungen spezielle Sinneszellen, die Mechanorezeptoren, die zur sexuellen Erregung führen, aktiviert. Dabei ist die speziell notwendige Intensität von Druck und Rhythmus der massierenden Bewegungen zum Teil individuell verschieden. Auch ist eine gewisse Lubrikation wichtig. Bestimmte Zonen oder Regionen im und am weiblichen Genital, so etwa die gesamte Klitoris, der Scheideneingang oder das suburethrale Bindegewebe, sind stark mit Nervenendungen ausgestattet. Das ganze System ist besonders berührungsempfindlich und empfänglich für sexuelle Reize. Durch Stimulation dieser Regionen gelangen die meisten Frauen zum Orgasmus.

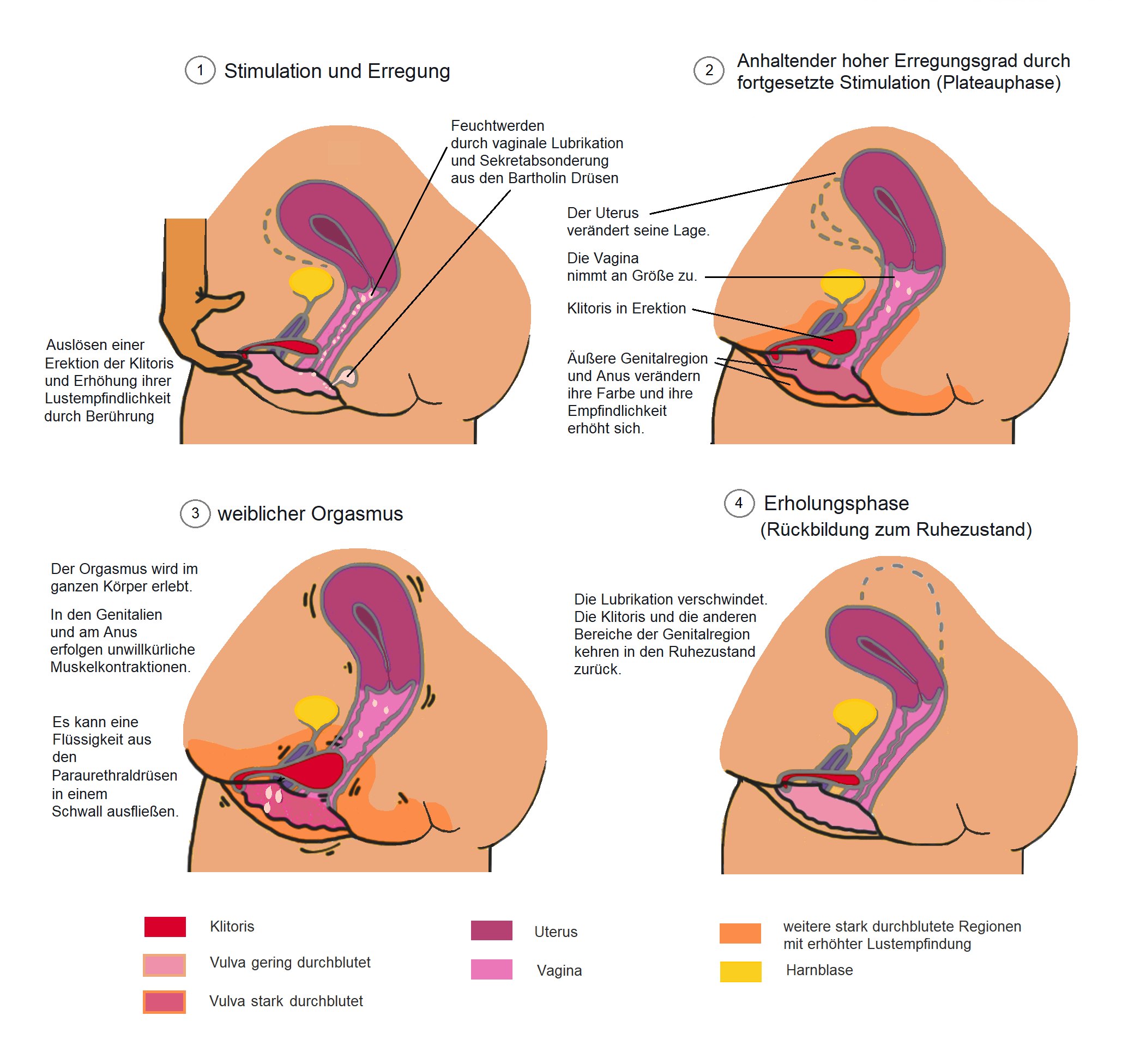
Schematische Darstellung der Erregungsphasen vor, während und nach dem weiblichen Orgasmus und der entsprechenden Organe; Sagittalebene.